# Andrew Oswald

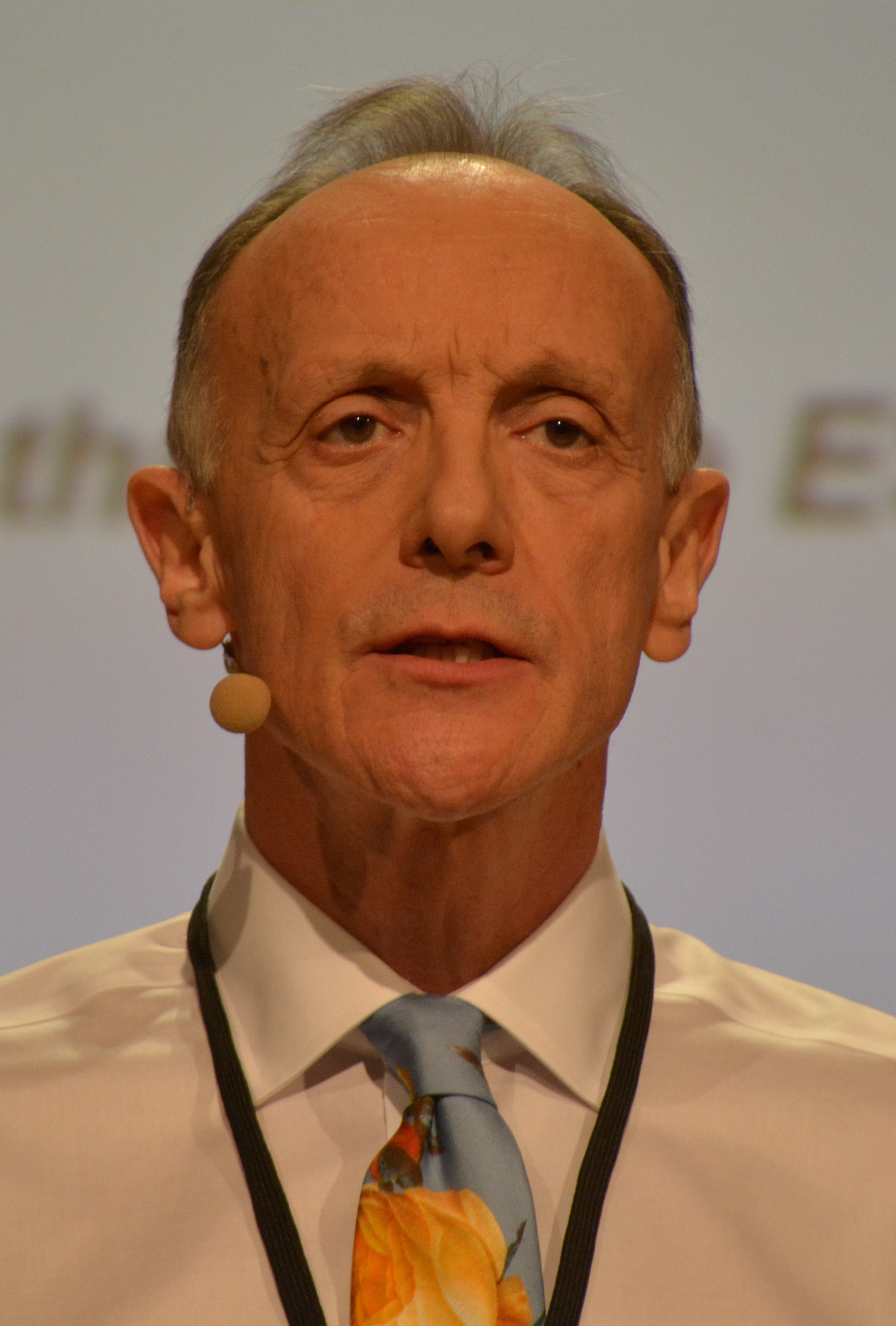
Andrew Oswald (2014)

Andrew Oswald (* 27. November 1953) ist ein britischer Ökonom. Er ist Professor für Wirtschaftswissenschaften an der University of Warwick.

## Werdegang, Forschung und Lehre
Oswald studierte Ökonomie, ihm wurde 1975 der B.A. der University of Stirling, 1976 der M.Sc. der University of Strathclyde, und 1980 der D.Phil. der University of Oxford verliehen. Nach seiner Promotion arbeitete er unter anderem als Professor und Forscher an der University of Oxford, der Princeton University, der Universität Stockholm, der London School of Economics, am Dartmouth College, dem National Bureau of Economic Research, an der Harvard University, der Cornell University, und der Universität Zürich. Seit 1996 ist er Professor an der University of Warwick.
Oswald hat sich vor allem mit Fragen zur Arbeit und der Arbeitsökonomie beschäftigt und viele Papiere veröffentlicht. Später begann er, in den Grenzbereichen zwischen Ökonomie, Epidemiologie und Psychologie zu forschen und setzte sich dabei mit der ökonomischen Aspekten der Glücksforschung auseinander, etwa mit dem Easterlin-Paradox.
Seit 2022 zählt der Medienkonzern Clarivate ihn aufgrund der Zahl der Zitationen zu den Favoriten auf einen Nobelpreis (Clarivate Citation Laureates).

## Ehrungen und Auszeichnungen
- 1995: Richard Lester Prize, Princeton University
- 1996: Medal of the University of Helsinki
- 1996: Best Article of the Year, Applied Psychology: An International Review
- 2002: British Academy / Leverhulme Senior Research Fellowship
- 2013: Ehrendoktorat der Universität Basel[2]